# Василий Клем
Василий Карлович Клем (на руски: Василий (Вильгельм) Карлович фон Клемм) е руски офицер, военен инженер, генерал-лейтенант. Участник и военен кореспондент в Руско-турската война (1877 – 1878).

## Биография
Василий Клем е роден на 25 март 1815 г. в Русия в семейството на прибалтийски германски дворяни. Ориентира се към военното поприще. Завършва Николаевското инженерно училище с назначение военен инженер (1835).
Началник на чертожната част на Главното инженерно управление и е негов известен описател. Повишен е във военно звание генерал-майор от 1871 г. Принадлежи към близкия кръг на великия княз Николай Николаевич. Съпровожда го при пътешествието му в Сирия, Палестина и Египет. Изкусните му рисунки от пътешествието намират място в Държавния руски музей.
Участва в Руско-турската война (1877 – 1878). Генерал в свитата на великия княз Николай Николаевич. Служи като военен инженер и военен кореспондент-художник. Създава серия военни рисунки, публикувани в периодичния руски печат. Занимава се с топографическото заснемане на България. Награден е с орден „Свети Станислав“ I степен (1878). Повишен е във военно звание военно звание генерал-лейтенант от 1887 г.